# 4534 Rimskij-Korsakov
4534 Rimskij-Korsakov је астероид главног астероидног појаса са средњом удаљеношћу од Сунца која износи 2,801 астрономских јединица (АЈ).
Апсолутна магнитуда астероида је 12,3.